# Yaqay
Yaqay är ett marindspråk som talas på södra delen av Nya Guinea i Indonesien. Språket uppskattas ha cirka 16 000 talare. Språket har inte en skriftlig standard.

## Fonologi

### Konsonanter
|             |             | Labial | Alveolar | Palatal | Velar  |
| ----------- | ----------- | ------ | -------- | ------- | ------ |
| Nasal       | Nasal       | m      | n        |         |        |
| Klusil      | Norm.       | p \| b | t \| d   |         | k \| g |
| Klusil      | Prenas.     | mb     | nd       |         | ŋg     |
| Frikativ    | Frikativ    |        |          |         | ɣ      |
| Tremulant   | Tremulant   |        | r        |         |        |
| Approximant | Approximant | w      |          | j       |        |

Källa:

### Vokaler
|              | Främre | Central | Barkre |
| ------------ | ------ | ------- | ------ |
| Sluten       | i      |         | u      |
| Halvsluten   |        | ʏ       |        |
| Mellansluten | e      |         | o      |
| Mellanöppen  | ɛ      |         |        |
| Öppen        |        | a       |        |

Källa: